# Кистон (Флорида)
Кистон (енгл. Keystone) насељено је место без административног статуса у америчкој савезној држави Флорида.

## Демографија
По попису из 2010. године број становника је 24.039, што је 9.412 (64,3%) становника више него 2000. године.
| Група             | 2000.          | 2010.          |
| Белци             | 12.328 (84,3%) | 18.627 (77,5%) |
| Афроамериканци    | 512 (3,5%)     | 938 (3,9%)     |
| Азијати           | 359 (2,5%)     | 1.338 (5,6%)   |
| Хиспаноамериканци | 1.240 (8,5%)   | 2.611 (10,9%)  |
| Укупно            | 14.627         | 24.039         |